# 戴氏刺鰍
戴氏刺鰍為輻鰭魚綱合鰓目刺鰍亞目刺鰍科的其中一種，分布於亞洲緬甸伊洛瓦底江流域，體長可達30.6公分，棲息在岩石底質的底層水域，屬肉食性，可做為食用魚。